# Ivo Serdar
Ivo Serdar (Gornji Miklouš pokraj Čazme, 19. prosinca 1933. – Zagreb, 21. studenog 1985.) bio je hrvatski glumac. Podrijetlom je od obitelji ličkih bunjevačkih Hrvata.

## Životopis
Diplomirao je na Akademiji dramskih umjetnosti u Zagrebu. Isprva je bio član kazališta u Varaždin u i zagrebačke Komedije, a od 1966. igra u zagrebačkom HNK-u, potom je slobodni umjetnik (član Teatra u gostima). Često je glumio na televiziji, osobito dojmljivo komične uloge, a nastupao je i na filmu ("Crne ptice", "Slučajni život", "Snađi se druže"). Otac je glumca Igora Serdara.

## Uloge
- "Putovanje u Vučjak" kao Venger Ugarković (1986.) - postumna uloga
- "Horvatov izbor" kao Venger Ugarković (1985.)
- "Tamburaši" kao Sturmbannführer (bojnik) Finke (1982.)
- "Gospon lovac" (1981.) - TV-kazališna predstava
- "Snađi se, druže" kao Franjo Smokvina (1981.)
- "Jelenko" kao policajac Mile (1980.)
- "Punom parom" kao drug Vujec (1980.)
- "Mačak pod šljemom" kao Franjo Smokvina - domobran (1978.)
- "Posljednji podvig diverzanta Oblaka" (1978.)
- "Sve su plave" (1978.)
- "Tomo Bakran" (1978.)
- "Nikola Tesla" (1977.)
- "Deps" kao Depsov otac (1974.)
- "Timon" (1973.)
- "Lov na jelene" (1972.)
- "Kuda idu divlje svinje" kao Šojka (1971.)
- "Zlatni mladić" (1970.)
- "Slučajni život" kao Filip (1969.)
- "Dnevnik Očenašeka" kao pjevač (1969.)
- "Crne ptice" kao logoraš (1967.)
- "Mokra koža" kao inženjer Mladen Turjan (1966.)
- "Svoga tela gospodar" (1957.)

## Ostalo
- "12. Međunarodni dječji festival u Šibeniku" kao izvođač pjesme "Zdravo, maleni" (1972.)

## Posljednje počivalište
Ivo Serdar sahranjen je na zagrebačkom groblju Šestine.